# وی۸۱۰ قنطورس
وی۸۱۰ قنطورس یک ستاره است که در صورت فلکی قنطورس قرار دارد.